# Pilismarót
Pilismarót är en ort i Ungern.   Den ligger i provinsen Komárom-Esztergom, i den nordvästra delen av landet, 30 km norr om huvudstaden Budapest. Pilismarót ligger 122 meter över havet och antalet invånare är 1 952.
Terrängen runt Pilismarót är huvudsakligen lite kuperad. Pilismarót ligger nere i en dal. Runt Pilismarót är det ganska glesbefolkat, med 48 invånare per kvadratkilometer. Närmaste större samhälle är Esztergom, 10,0 km väster om Pilismarót. I omgivningarna runt Pilismarót växer i huvudsak lövfällande lövskog.